# Poste générale de Pretoria
La poste générale de Pretoria est un immeuble inauguré en 1910 et situé sur Church Square à Pretoria en Afrique du Sud. Il abrita aussi le musée de la poste.
Construit en 1910, il s'agit du troisième bâtiment à cet emplacement faisant office de poste générale à Pretoria. 

## Descriptif
Le bureau de poste de Pretoria sur Church Square est un bâtiment de quatre étages avec mélangeant le style néo-Renaissance et le style néo-classique. La structure comprend aussi des éléments d'art déco et des colonnes doriques .
Dans le demi-cercle au-dessus de la porte d'entrée principale du bureau de poste se trouve un grand cadran d'horloge en relief réalisé (possiblement mais sans certitude) par Anton van Wouw. Deux figures nues entourent ce cadran, un homme barbu et une femme. Le cadran de l'horloge de Van Wouw est cependant peu visible sans gravir au minimum les deux marches menant au rez-de-chaussée. 

## Historique
EN 1855, le premier bureau de poste situé sur church square (alors appelé market square) était installé dans la maison de Phillip Bronkhorst (sur le site où est édifié l'actuel bâtiment de la Poste générale de Pretoria) avant d'être situé de 1857 à 1862 dans la demeure officielle du Landrost, Marthinus Wessel Pretorius (à l'emplacement de l'actuel palais de justice). En 1862, le bureau de poste fut déplacé juste à côté dans une école. 
Jusqu'en 1872, le bureau des postes de Pretoria changea à plusieurs reprises de domiciliation tout en restant sur Market square. Il fut notamment installé dans un petit bâtiment annexe du premier raadsaal (près du site où se situe l'actuel Raadsaal). En 1872, il est installé dans la maison Van den Hove (site du futur South African Hotel puis de la banque néerlandaise). 
En 1874, l'Austin building, un petit bâtiment au toit de chaume situé à l'angle de church street et de market square (actuel church square), est désigné pour abriter la poste générale du Transvaal. La localisation du bureau des postes est définitivement fixée à cet emplacement.

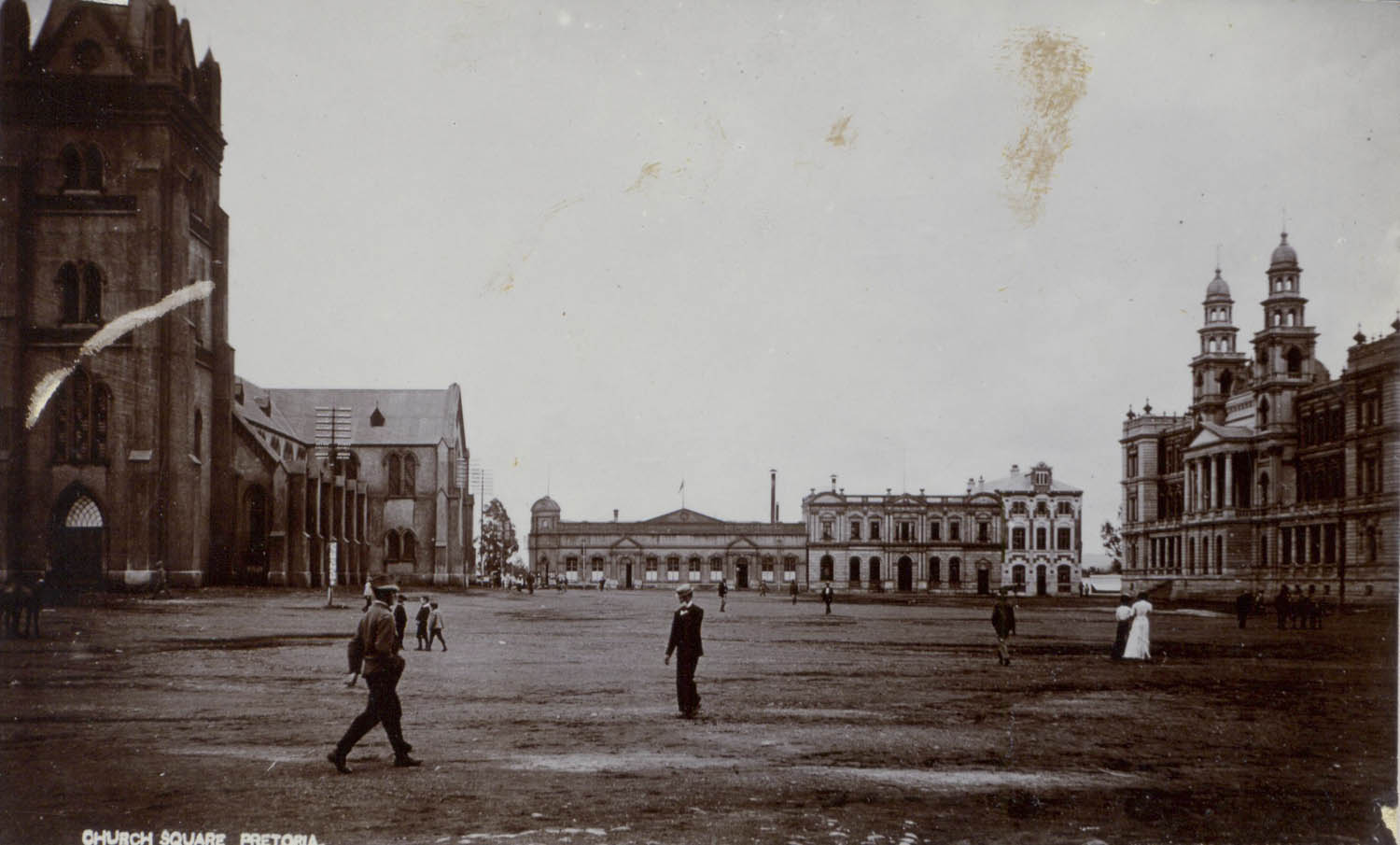
L'immeuble des postes construit en 1887 au centre, derrière l'ancienne église de church square

En 1887, l'Austin Building est démoli et remplacé par un nouveau bureau de poste, une plus imposante structure d'angle en grès à un étage, en forme de L. Il comprenait également le bureau du télégraphe, le ministère des Postes, les tribunaux civils et pénaux du Landdrost. Une cour arrière accueillait également la caserne de police et la caserne des pompiers. Cependant, le batiment se révèle fragile. Une partie du toit s'envole lors d'une tempête. Vers 1905, toute la corniche doit être supprimée et le pignon d'angle arrondi, sur lequel figuraient les armes du Transvaal, une horloge et la mention Generaal Post Kantoor, est remplacé par un simple pignon blanc triangulaire. Finalement, trop petit et délabré, le bâtiment est démoli en 1909 pour laisser place à un édifice encore plus imposant, construit sous la conduite du département des travaux publics de la colonie du Transvaal et sur les plans de l'architecte William Hawke.

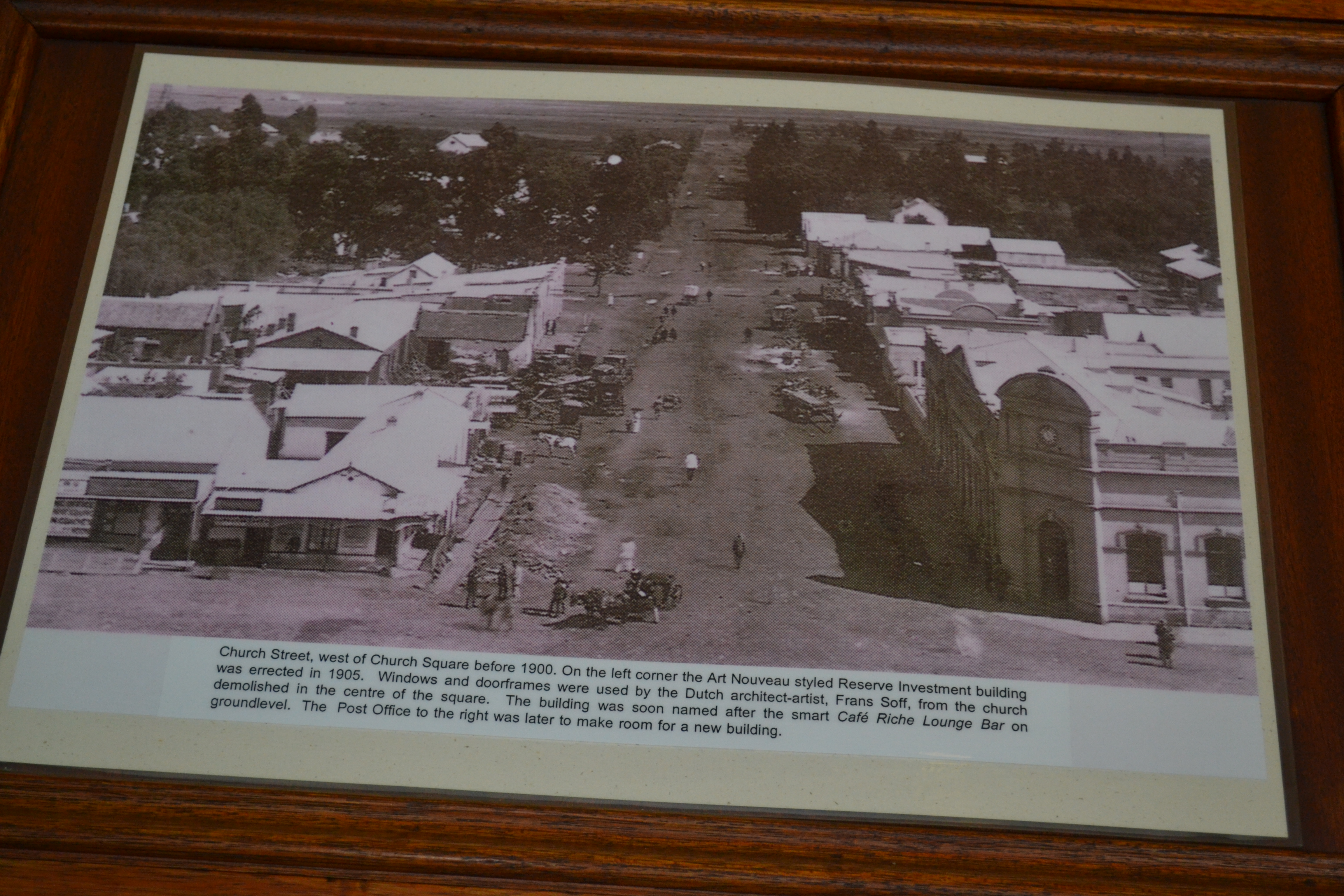
Church street ouest avec à droite l'immeuble des postes de 1887

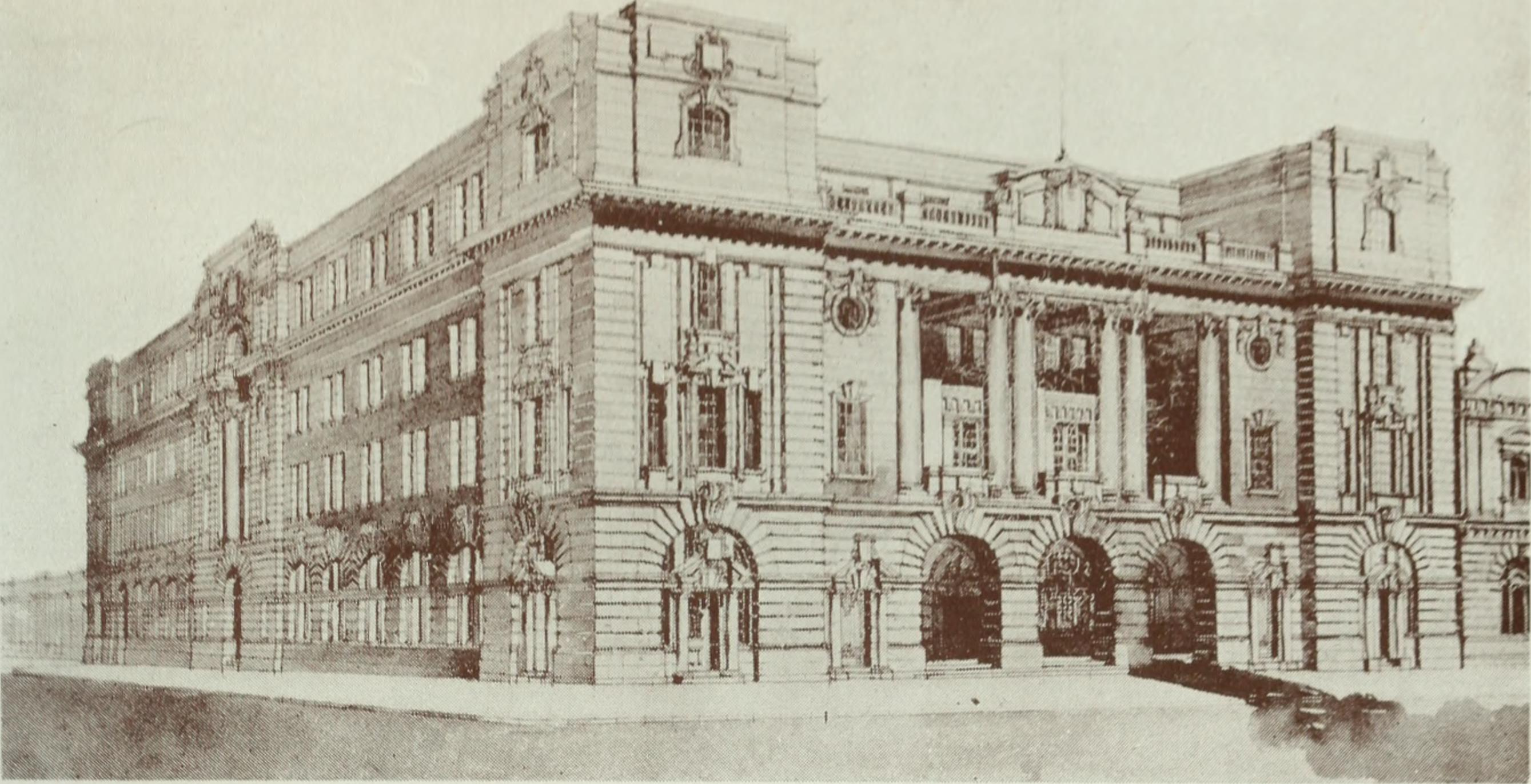
Le nouveau bâtiment des postes (1911)

Initialement, le gouvernement colonial avait organisé un concours d'architecte au début de 1909. Pas moins de 130 projets furent alors proposés à un jury composé d'Herbert Baker, W. Reid et W.F. Stucky. Finalement, ce n'est pas le  premier prix qui verra son projet intégralement réalisé et le bâtiment érigé à partir de l'amalgamation des meilleurs projets retenus. La première pierre fut posée par le haut commissariat britannique, Lord Selborne et le bâtiment inauguré en 1910. 
A partir de 1965 sont proposés des projets de renouvellement urbain de church square impliquant une transformation radicale de la physionomie de la façade ouest où se situe le bâtiment des postes. Au prix d'un bras de fer avec l'administrateur du Transvaal, Sybrand van Niekerk et avec le premier ministre John Vorster, l'ensemble de la façade ouest, du théâtre du Capitol à l'Investment Building en passant par le Café Riche et la poste, échappent finalement à la démolition, grâce à la mobilisation de plusieurs milliers d'habitants et à la mobilisation des architectes, des historiens, des associations culturelles, des artistes, de personnalités politiques et de la presse,. L'ensemble est finalement inscrit au patrimoine national en 1980.
En 1974, l'édifice abrita aussi le musée de la poste (actuellement principalement situé dans l'ancienne Bank of Africa). 
Les principaux services postaux ne sont plus situés dans ce bâtiment mais dans un immeuble plus moderne.